# Loverboy
Loverboy är en rockgrupp från Kanada som bildades 1980.
Loverboy hade många hitlåtar under 1980-talet som till exempel "Turn Me Loose", "Working for the Weekend", "When its Over", "Hot Girls in Love", "Lovin Every Minute of It", "This Could Be the Night" och "Heaven In Your Eyes".
Låten "Heaven in your Eyes" spelades in till filmen Top Gun med Tom Cruise och Kelly McGillis 1986.
Bandet debuterade som förband till Kiss 1979 på Pacific Coliseum.
Första albumet, Loverboy, producerades av Bruce Fairbairn och släpptes 1980, andra skivan kom 1981 och fick namnet Get Lucky, Loverboys tredje album, Keep It Up, släpptes 1983 och fortfarande med Bruce Fairbairn som producent, även om Paul Dean var med och producerade denna skiva. 1985 släppte Loverboy Lovin' Every Minute Of It. 
1987 kom deras i mångas öron bästa studioalbum, Wildside, med låtar som "Love Will Rise Again" och "Can't Get Much Better" och även här ändrade man inte på ett vinnande koncept utan fortsatte med Bruce i bakgrunden. Loverboys Big Ones släpptes som en "best of" 1989 där även låten "Heaven In Your Eyes" var med. 
Det dröjde fem år, till 1994, innan de släppte sitt nästa samlingsalbum, under namnet Loverboy Classic. 1997 släppte de sitt album Six och 2001 kom ytterligare ett best of-album som även var en liveplatta vid namn Live, Loud and Loose. 2007 släpptes Just Getting Started och 2009 kom Greatest Hits - The Real Thing, även denna ett samlingsalbum.

## Medlemmar
Nuvarande medlemmar
- Mike Reno – sång (1979–1988, 1989, 1991–)
- Paul Dean – gitarr, bakgrundssång (1979–1988, 1989, 1991–)
- Doug Johnson – keyboard, bakgrundssång (1979–1988, 1989, 1991–)
- Matt Frenette – trummor (1979–1988, 1989, 1991–)
- Ken "Spider" Sinneave – basgitarr, bakgrundssång (2001–)

Tidigare medlemmar
- Scott Smith – basgitarr (1979–1988, 1989, 1991–2000; död 2000)

## Diskografi

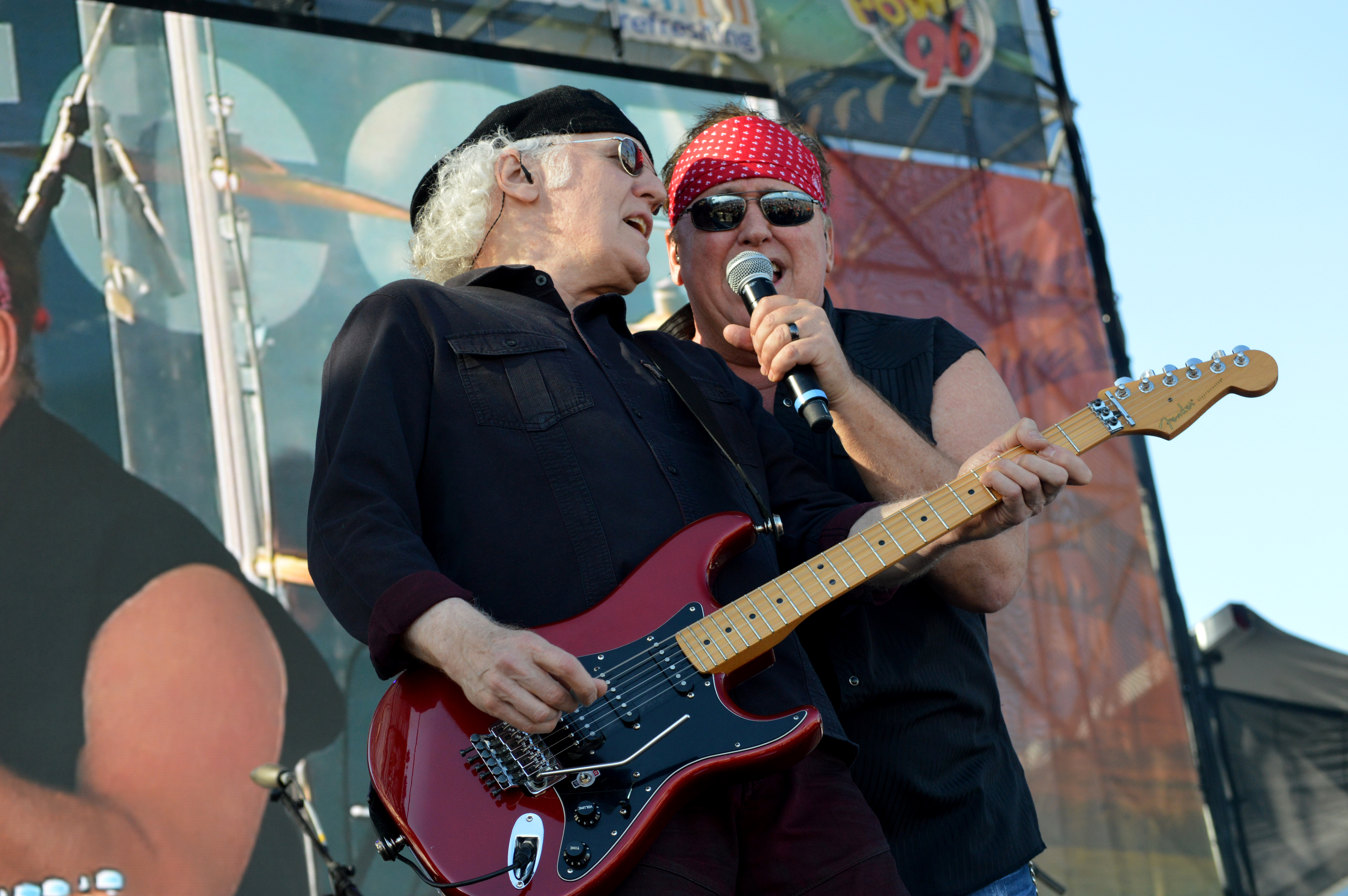
Loverboy-medlemmarna Paul Dean (vänster) och Mike Reno uppträder med Loverboy vid Riptide Music Festival 2017.

Studioalbum
- 1980 – Loverboy
- 1981 – Get Lucky
- 1983 – Keep It Up
- 1985 – Lovin' Every Minute of It
- 1987 – Wildside
- 1998 – VI
- 2006 – Get Lucky (25th Anniversary Remaster)
- 2007 – Just Getting Started
- 2012 – Rock 'n' Roll Revival
- 2014 – Unfinished Business

Samlingsalbum
- 1989 – Big Ones
- 1994 – Loverboy Classics: Their Greatest Hits
- 1995 – Temperature's Rising
- 1997 – Super Hits
- 2003 – Love Songs
- 2004 – Collections
- 2006 – We Are The 80s: Loverboy
- 2006 – Loverboy / Get Lucky
- 2006 – Keep It Up / Lovin' Every Minute of It
- 2007 – Turn Me Loose
- 2008 – Playlist: The Very Best Of Loverboy
- 2009 – Greatest Hits... The Real Thing
- 2013 – Original Album Classics